# 天童城
天童城（てんどうじょう）は、山形県天童市天童にあった日本の城（山城）。

## 概要
山形盆地の中東部、独立丘の舞鶴山に築かれ、別名舞鶴城、天童古城。東西1000メートル、南北1200メートルの範囲に及ぶ村山地方最大の山城。また、標高231.8メートルの山頂部に主郭を置き、現在は愛宕神社が建つ。この下には、帯曲輪が巡り、要所には幾重にも段状の曲輪が連なる。城跡の大部分は天童市舞鶴山公園となっている。なお、天童織田氏の城館は区別して天童織田館と呼ばれる。
　　　　　　　　　　　　

## 歴史
南北朝時代、北畠天童丸が居を構えたとされるが、文中年間（1372年～1374年）最上氏の圧力により天童城を去ったという。最上直家の子天童頼直が養子として成生楯を本拠とする里見氏に入っていたが、天授元年/永和元年（1375年）、天童城に移り天童氏を称した。その後天童氏は一門を領内に分散配置することで村山郡に大きな勢力を築き、最上八楯の領袖として次第に最上氏と対立した。天正5年（1577年）最上義光は天童城を攻め、天童氏は最上八楯の援軍を得て最上軍を撤退させるが、天正12年（1584年）最上義光がまたも攻めると延沢信景などの寝返りにより落城。廃城となった。
天保元年（1830年）天童藩主・織田氏が入り、陣屋は、天童の田鶴町に置かれた（天童織田館）。行政面を重視した近世後期の城郭であったが、戊辰戦争の際焼失した。

## 歴代城主
北畠氏
- 北畠天童丸 - 北畠顕種[3]。北畠顕家の子孫とも、北畠顕信の子孫ともいう。文中年間（1372年～1374年）最上氏の圧力により天童城を去ったとされる。

斯波氏系天童氏
- 天童頼直 - 最上直家実子。里見義宗（斯波兼頼末弟。）の養子に入る。成生楯から北畠天童丸の去った天童城に移る。その後天童氏を名乗ったとされる。
- 天童頼勝 - 里見修理大夫
- 天童頼泰
- 天童頼基
- 天童頼氏
- 天童頼尚
- 天童頼道 - 中務少輔
- 天童頼長 - 式部少輔
- 天童頼貞 - 和泉守
- 天童頼澄 - 甲斐守

廃城(諸説あり)

## 支城[4]
- 成生楯 - 天童市成生。鎌倉時代に成生荘の館があり、南北朝時代に最上氏から里見氏に養子に入った際も居館とした。里見氏が天童に移ると成生氏が治める。
- 高木楯 - 天童市高木。室町期中川氏により築城。成生楯と天童城を結ぶ位置にある。
- 寺津城 - 天童市大字寺津。室町期、寺津秀敏の築城。最上川と須川の合流地点を抑える。戦国期は天童氏に付いた。
- 高擶城 - 天童市大字高擶。応永年間に高擶義直築城と言われるが、現在の形となったのは文明年間。天童氏、最上氏の間で領主がたびたび変わっている。
- 蔵増（倉津）城 - 天童市蔵増。室町期に倉津氏により築城。戦国期には前田川、樽川、倉津川の水を引き込み3～4重の水堀と土塁を擁した。戦国期は最上氏に付いた。
- 下山口楯 - 天童市山口。室町期の築城。天童城落城後、最上氏に抵抗する浅岡氏が拠った山城。
- 浅岡楯 - 天童市山口。天童城落城後、最上氏に抵抗する浅岡氏が拠った山城。
- 中堀楯 - 天童市河原子。天童城落城後、最上氏に抵抗する滝口氏が拠った山城。
- 小山家（こやんべ）城 - 天童市大字山本。小山家師時の築城。天童城落城後に最上氏が近隣統治のために築城した。
- 新城山楯 - 天童市大字貫津。戦国期の山城。山裾の街道を守護する城。